# Kulki (Mazovie)
Pour les articles homonymes, voir Kulki.
Kulki (prononcé en polonais : [ˈkulki]) est un village polonais de la gmina de Siennica dans la powiat de Mińsk de la voïvodie de Mazovie dans le centre-est de la Pologne.
Il se situe à environ 16 kilomètres au sud-est de Mińsk Mazowiecki (siège de la powiat) et à 49 kilomètres à l'est de Varsovie (capitale de la Pologne).
Le village compte approximativement une population de 70 habitants en 2006.

## Histoire
De 1975 à 1998, le village appartenait administrativement à la voïvodie de Siedlce.